# Дагджи, Дженгиз
Дженги́з Дагджи́ (крымскотат. Cengiz Dağcı, Дженгиз Дагъджы; 9 марта 1920, Гурзуф — 22 сентября 2011, Лондон) — крымскотатарский прозаик и поэт. Писал на турецком языке, хотя никогда не жил в Турции.

## Биография
Родился в Гурзуфе под Ялтой в 1920 году. Детские годы провёл в соседнем селе Кызылташ (ныне Краснокаменка). Был призван в армию со второго курса исторического факультета Крымского педагогического института. Был захвачен в плен немцами во время Второй мировой войны и пережил нацистские трудовые лагеря. В 1946 году переехал в Лондон, где прожил остаток своей жизни, работая как прозаик.
В 1993 году был награждён как писатель Турецким обществом ученых и писателей дипломом ILESAM за выдающиеся заслуги в области литературы тюркских народов. 26 апреля 2000 года Фонд защиты тюркской культуры (Стамбул) наградил Дженгиза Дагджи почетной грамотой.
Умер в Лондоне 22 сентября 2011 года. Первоначально был похоронен на лондонском кладбище Gardens of Peace после церемонии в мечети Сулеймание в Хакни, Лондон. Позднее перезахоронен в селе Краснокаменка близ Ялты при содействии деятелей Меджлиса. Перезахоронение вызвало протесты левых и пророссийских активистов.
В 2017 году посмертно награждён знаком «За заслуги перед крымскотатарским народом».

## Творчество
Известен как прозаик. Сотрудничал с издательствами Asset Publishing, Varlık Publishing.

### Романы
- Грозные годы (1956) — это роман, написанный в 1956 году, и его первое редактирование было сделано известным поэтом Зия Осман Саба. В романе о изгнании крымских татар со своей родины рассказано в трагическом ключе. Фильм под названием « Kırımlı», был снят Бураком Джемом Арлиэлем по его мотивам.
- Человек, который потерял свою землю (1957) — это продолжение романа Грозные годы.
- Они также были людьми (1958)
- Дни смерти и страха (1962)
- Эта земля была нашей (1966)
- Возвращение (1968)
- Молодой Темучин (1969)
- Миндальные подвесные куклы (1970)
- Холодная улица (1972)
- Письма маме (1988)
- Кто-то, как я (1988)
- Товарищи (1991)
- Мы пересекли эту дорогу (1996)
- Собака мистера Маркуса Бертона (1998)
- Последнее путешествие мистера Джона Марпла (1998)
- Ой Маркус Ою (2000)
- Мать и маленький Алимкан во сне (Крымская история) (2001)
- Старый Воин

### Воспоминания
- Размышления 1 (1988)
- Размышления 2 (1990)
- Размышления 3 (1991)
- Размышления 4 (1993)
- Я и Я Внутри (5 из Размышления) (1994)
- Cengiz Dağcı в памяти (1998)
- Регина (2000)

### Письма
- Из книги Халук и лондонских писем (1996)